# Julie Ferrier
Julie Ferrier (5. prosinca 1971.) francuska je filmska, televizijska i kazališna glumica. Najpoznatija je po ulogama u animiranom filmu "Čudovišna priča u Parizu" te u igranom filmu "Mr. Bean na praznicima".

## Izabrana filmografija
- Mr. Bean na praznicima kao redateljeva pomoćnica (2007.)
- Srcolomac kao Mélanie (2010.)
- Turneja kao Julie Ferrier (2010.)
- Čudovišna priča u Parizu kao teta Carlotta (2011.)
- Francuskinje kao Fanny (2014.)

## Vanjske poveznice
- Julie Ferrier u internetskoj bazi filmova IMDb-u (engl.)